# ストレンジャー (1995年の映画)
『ストレンジャー』（Never Talk to Strangers）は、1995年のアメリカ合衆国のサイコスリラー映画。
監督はピーター・ホール、出演はレベッカ・デモーネイとアントニオ・バンデラスなど。
デモーネイが主演と製作総指揮を兼任している。
精神分析医が周囲に次々起こる奇妙な出来事と謎めいた恋人への不信感に追い詰められてゆくサスペンス作品。

## キャスト
※括弧内は日本語吹替
- サラ・テイラー: レベッカ・デモーネイ（戸田恵子） - 犯罪心理学者。
- トニー・ラミレス: アントニオ・バンデラス（大塚明夫） - サラに近づいたミステリアスな男。
- クリフ・ラディソン: デニス・ミラー（大林隆之介） - サラの隣人で友人。
- ヘンリー・テイラー: レン・キャリオー（佐々木梅治） - サラの父親。
- マックス・チェスキー: ハリー・ディーン・スタントン（穂積隆信） - サラが精神鑑定をしている連続レイプ犯。
- デュダコフ: ユージン・リピンスキ（英語版）（小室正幸） - 私立探偵。
- モーラ: マーサ・バーンズ（英語版）（雨蘭咲木子） - サラの秘書。
- グローガン: ボー・スター（英語版） - 白人の刑事。
- スパッツ: フィリップ・ジャレット（立木文彦） - 黒人の刑事。
- ウォバッシュ: ティム・ケルハー（家中宏） - チェスキーの弁護士。

## スタッフ
- 監督：ピーター・ホール（英語版）
- 製作総指揮：レベッカ・デモーネイ、ロバート・ラントス（英語版）、バーベット・シュローダー
- 製作：アンドラス・ハモリ、ジェフリー・R・ニューマン、マーティン・ワイリー
- 脚本：ルイス・A・グリーン、ジョーダン・ラッシュ
- 音楽：ピノ・ドナッジオ
- 撮影：エレメール・ラガリイ
- 編集：ロバート・シルヴィ
- 美術：リンダ・デル・ロサリオ、リチャード・パリス
- 配給：トライスター映画